# تنكس قشري قاعدي

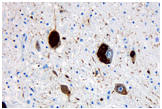

التنكس القشري القاعدي (سي بي دي) هو مرض تنكسي عصبي نادر يصيب كلًا من القشرة المخية والعقد القاعدية. تبدأ أعراض «سي بي دي» نموذجيًا لدى المرضى في عمر 50 حتى 70 عامًا، ويصل متوسط مدة المرض إلى ست سنوات. يتظاهر باضطرابات حركية ومعرفية هامة، ويُصنف كإحدى متلازمات باركنسون الزائد. يصعب تشخيص المرض، نظرًا إلى تشابه أعراضه مع تلك المرافقة للاضطرابات الأخرى، مثل مرض باركنسون والشلل فوق النووي المترقي وداء جسيمات ليوي، إذ لا يوضع التشخيص النهائي للمرض إلا بعد إجراء الاختبارات المرضية العصبية.

## علاماته وأعراضه
نظرًا إلى أن «سي بي دي» مرض مترق، فمن الممكن استخدام مجموعة قياسية من المعايير التشخيصية التي تتمركز حول تطور المرض. تشمل هذه السمات الأساسية كلًا من مشاكل المعالجة القشرية، والخلل الوظيفي في العقد القاعدية إلى جانب بدء الأعراض بشكل مفاجئ ومؤذ. يُعد الخلل الوظيفي المعرفي والنفسي، رغم وجوده في «سي بي دي»، أقل شيوعًا ويفتقر إلى الأدلة اللازمة لاعتباره مؤشرًا شائعًا يدل على وجود المرض.
على الرغم من تميز التنكس القشري القاعدي بعدد كبير من الأعراض، إلا أنها تتفاوت في درجة انتشارها. في دراسة شملت 147 شخص مصاب بمرض «سي بي دي»، وُجد لدى جميع المرضى علامة باركنسونية واحدة على الأقل، كان لدى 95% منهم علامتان، بينما أظهر 93% منهم بعض الخلل الوظيفي الأعلى (اختلالات معرفية مثل تعذر الحساب، وفقد الحس، والخرف، والإهمال وما إلى ذلك). في دراسة منفصلة شملت 14 مريضًا وسجلت 3 سنوات بعد بدء الأعراض، أظهر الكثير من المرضى عددًا كبيرًا من الأعراض الحركية. عانى 71% منهم من بطء الحركة (الحركات البطيئة)، بينما أظهر 64% تعذر الأداء، وأبلغ 43% عن خلل التوتر الطرفي، على الرغم من إصابة 36% من مرضى الاضطرابات المعرفية بالخرف. في دراسة أخرى شملت 36 مريضًا، امتلك نصفهم ذراعًا غريبة/عاطلة وأبدى 27% تشوهًا في المشية. من هنا، يمكننا رؤية السبب الكامن خلف صعوبة تشخيص «سي بي دي». إذ من الممكن تمييز المرض كشكل مختلف عن الأمراض المشابهة الأخرى، إلا أن مجموعات أعراضه المختلفة تخلق مسارًا صعب التشخيص.

### خلل الوظيفة الحركية والخلل القشري المرافق
تعود بعض الأعراض الأكثر انتشارًا لدى المرضى الذين يعانون من «سي بي دي» إلى اضطرابات حركية محددة ومشاكل في المعالجة القشرية. تشكل هذه الأعراض المؤشرات الأولية على وجود المرض. تظهر كل من هذه المضاعفات الحركية المرافقة بشكل لا متناظر، إذ يمكن ملاحظة عدم انتظام الأعراض على امتداد الجسم. على سبيل المثال، لا يظهر لدى الشخص المصاب بمتلازمة اليد الغريبة في يد واحدة (الموضحة لاحقًا)، أعراضًا متناظرة في اليد الأخرى. تشمل اضطرابات الحركة البارزة والاختلالات الوظيفية القشرية المرافقة لمرض «سي بي دي» ما يلي:
- الباركنسونية
- متلازمة اليد الغريبة
- تعذر الأداء (تعذر الأداء الفكري الحركي وتعذر الأداء بحركة الأطراف)

## الحبسة

### الباركنسونية
يؤدي وجود الباركنسونية كأحد أعراض «سي بي دي» السريرية إلى عدد من التعقيدات التي تحيل دون تطوير معايير تشخيصية فريدة للمرض. تشمل الأمراض الأخرى التي تشكل فيها الباركنسونية سمة تشخيصية تامة مرض باركنسون (بّي دي) والشلل فوق النووي المترقي (بّي إس بّي). تتوضع الباركنسونية في «سي بي دي» إلى حد كبير في الأطراف مثل الذراع، ودائمًا ما تتميز بعدم تناظرها. وقد اقتُرح أنها غالبًا ما تحدث في اليد غير المسيطرة. تشمل الاختلالات الوظيفية الحركية الأكثر شيوعًا، التي تنطوي على الباركنسونية، كلًا من الصلابة، وبطء الحركة واضطراب المشية، إلى جانب صلابة الأطراف التي تمثل أكثر التظاهرات النموذجية الباركنسونية في «سي بي دي». تؤدي الصلابة أحيانًا، رغم عدم وضوحها نسبيًا، إلى اضطرابات في المشية والحركات الترابطية. يتظاهر بطء الحركة في «سي بي دي» بتباطؤ ملحوظ في إنجاز حركات معينة في الأطراف. في دراسة مرافقة، ثبت أن 71% من المرضى الذين يعانون من «سي بي دي»، بعد ثلاث سنوات من تشخيصهم الأول، قد أظهروا إصابةً ببطء الحركة.

### متلازمة اليد الغريبة
أظهرت متلازمة اليد الغريبة انتشارًا لدى ما يقارب 60% من المرضى الذين شُخصت إصابتهم بمرض «سي بي دي». ينطوي هذا الاضطراب على فشل الشخص في التحكم بحركات يده، يرجع ذلك إلى إحساسه بأن طرفه «غريب». تمثل حركات الطرف الغريب ردة فعل على المنبهات الخارجية ولا يمكن حدوثها بصورة فرادية أو من دون التنبيه. يتسم الطرف الغريب بشكله المميز في «سي بي دي»، إذ يظهر المصاب علامة الملاحقة اللمسية المستمرة (tactile mitgehen).  تعتبر "mitgehen" هذه (وهي كلمة ألمانية تعني «المضي مع») نوعية نسبيًا في «سي بي دي»، إذ تسعى يد المريض إلى اللحاق بيد الفاحص عندما تكون كلتا اليدين على اتصال مباشر. لوحظ شكل آخر أندر لمتلازمة اليد الغريبة في «سي بي دي»، إذ تبدي يد الشخص فيها استجابة تجنبية للمنبهات الخارجية. بالإضافة إلى ذلك، قد ينشأ الاختلال الحسي، الذي يتظاهر بخدر الأطراف أو الإحساس الواخز، بالتزامن مع متلازمة اليد الغريبة، إذ يُعتبر كلا العرضين دليلًا على الخلل الوظيفي القشري. تظهر متلازمة اليد الغريبة، مثل معظم الاضطرابات الحركية، بشكل غير متناظر لدى أولئك الذين شُخصت إصابتهم بالتنكس القشري القاعدي.

### تعذر الأداء
غالبًا ما يتسم تعذر الأداء الفكري الحركي (آي إم إيه)، على الرغم من وجوده الواضح في «سي بي دي»، بتظاهر غير نموذجي، يرجع ذلك إلى ترافقه مع بطء الحركة والصلابة لدى الأشخاص المصابين بهذه الاضطرابات. تتميز أعراض «آي إم إيه» في «سي بي دي» بعدم القدرة على تكرار حركات معينة أو محاكاتها (سواء كانت مهمةً أو عشوائية) مع إنجاز أهداف أو بدونها. ينتشر هذا النوع من «آي إم إيه» في اليدين والذراعين، في حين يسبب «آي إم إيه» في الأطراف السفلية اضطرابات في المشي. يواجه مرضى «سي بي دي» الذين يظهرون أعراض «آي إم إيه» صعوبةً في بدء المشي، إذ تبدو القدم كأنها مثبتة على الأرض. قد يؤدي هذا إلى التعثر ويسبب صعوبات في الحفاظ على التوازن. يرتبط «آي إم إيه» بالتدهور الحاصل في القشرة أمام الحركية، ومناطق الارتباط الجدارية، ومسالك المادة البيضاء الرابطة، والمهاد والعقد القاعدية. يعاني عدد من مرضى «سي بي دي» من تعذر الأداء في حركة الأطراف، إذ يتظاهر بخلل وظيفي في الحركات الدقيقة التي غالبًا ما تنفذها اليدان والأصابع.